# 2536 Kozyrev
2536 Kozyrev este un asteroid din centura principală, descoperit pe 15 august 1939 de Grigori Neuimin.